# Marcinkowo (Mrągowo)
Marcinkowo [mart͡ɕinˈkɔvɔ] (deutsch Mertinsdorf) ist ein Dorf in der polnischen Woiwodschaft Ermland-Masuren. Es gehört zur Gmina Mrągowo (Landgemeinde Sensburg) im Powiat Mrągowski (Kreis Sensburg).

## Geographische Lage
Marcinkowo liegt am Nordufer des Mertinsdorfer Sees (polnisch Jezioro Marcinkowskie) in der Mitte der Woiwodschaft Ermland-Masuren, drei Kilometer westlich der Kreisstadt Mrągowo (deutsch Sensburg).

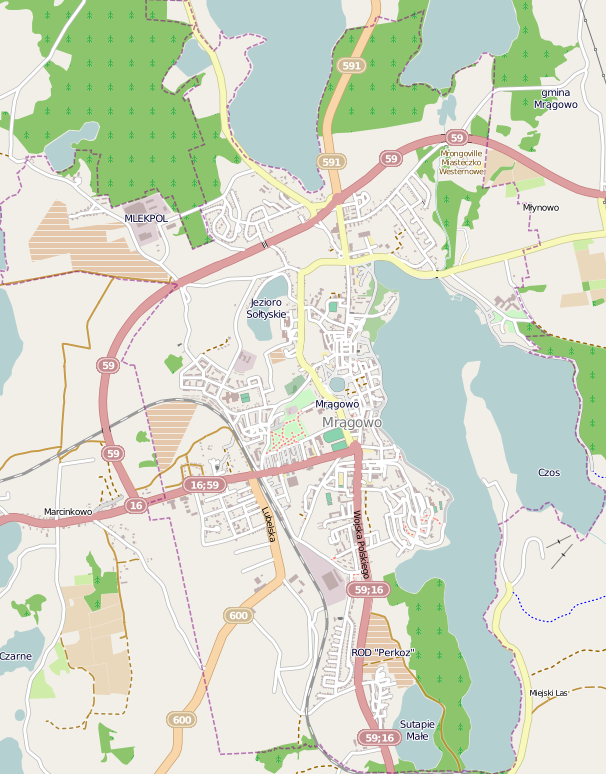
Die Lage Marcinkowos am westlichen Stadtrand Mrągowos

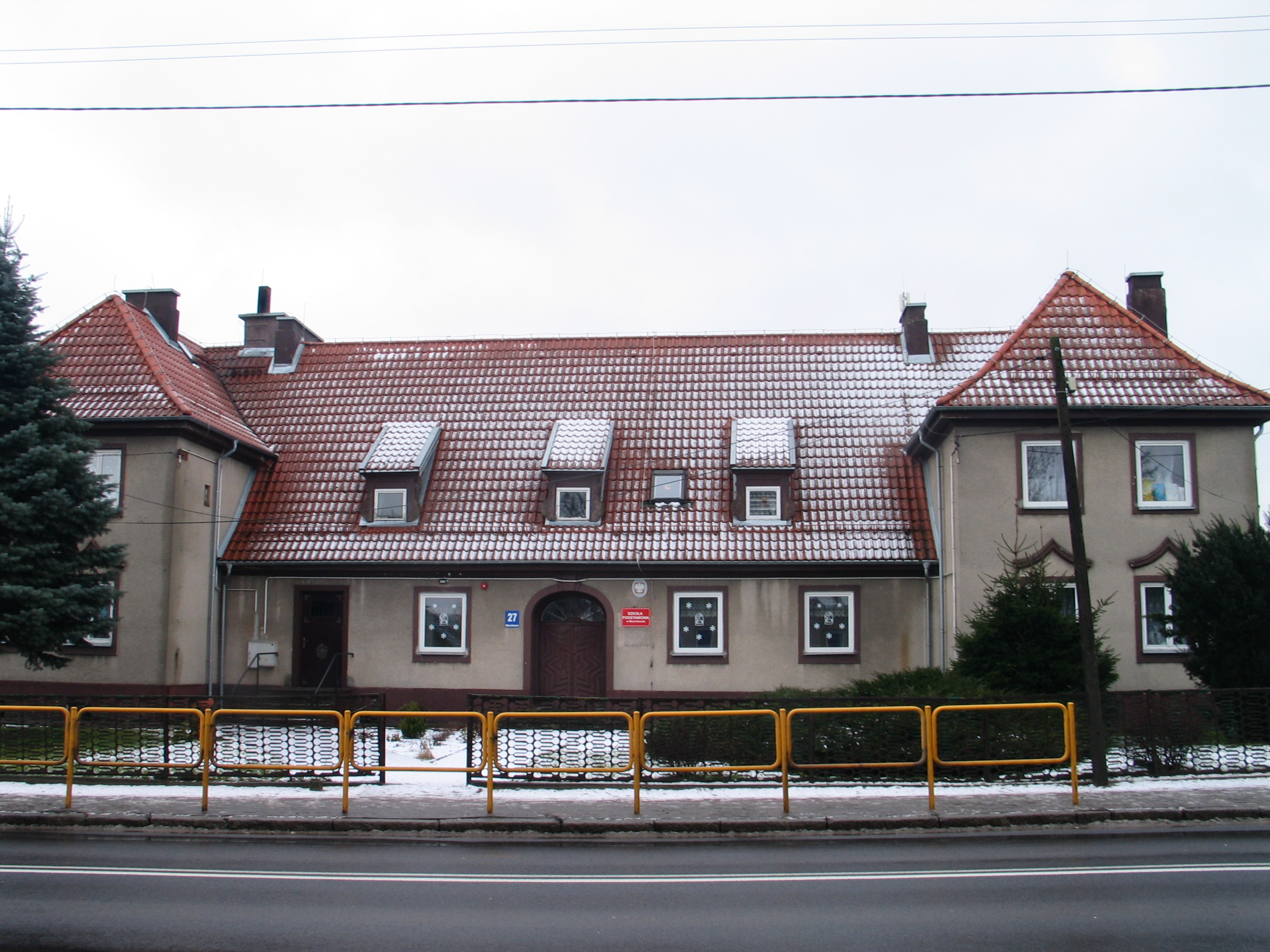
Grundschule in Marcinkowo

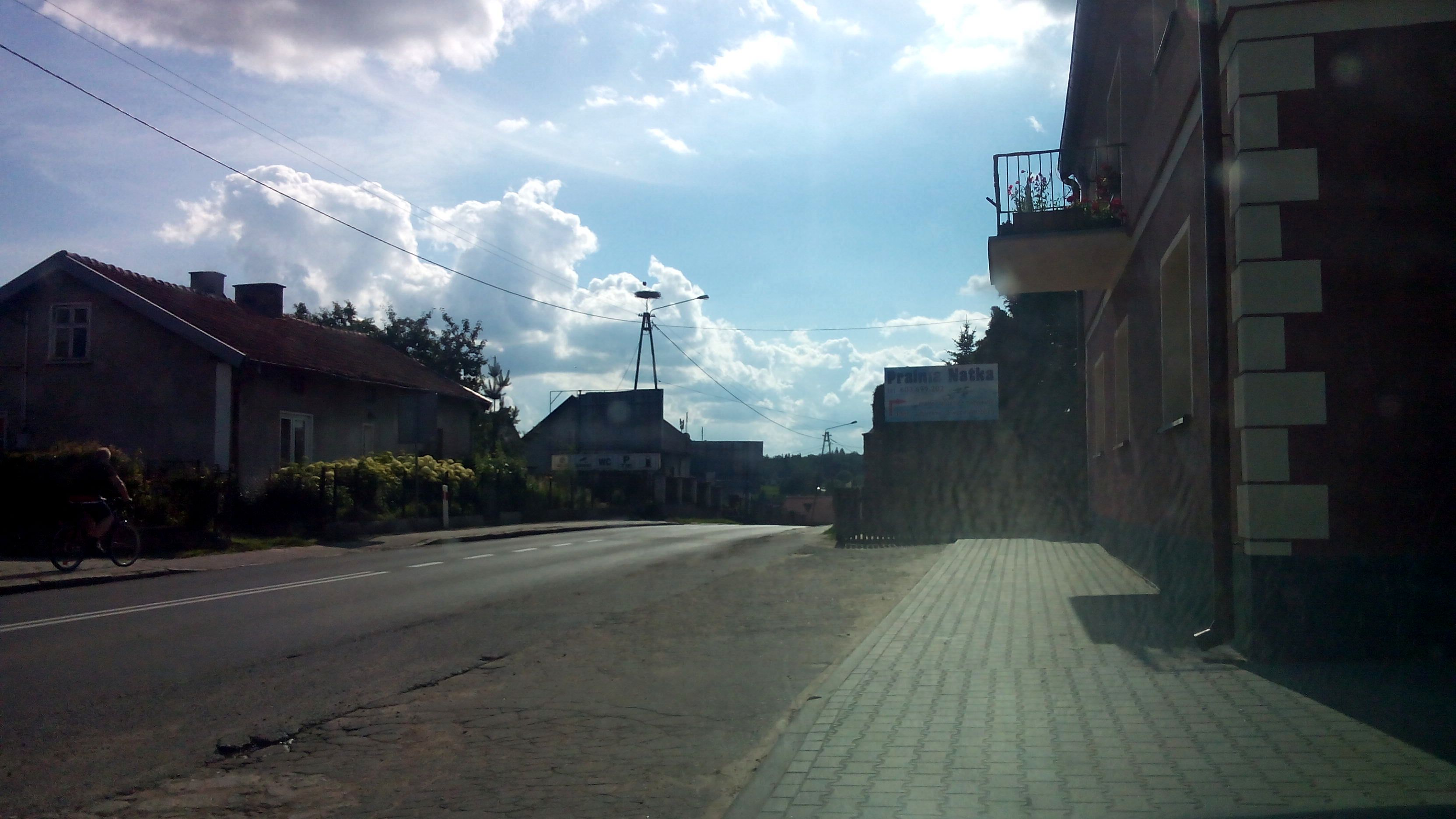
Storchennest in Marcinkowo

## Geschichte
Der vor 1785 Marczinkowen und Martensdorf genannte Ort wurde 1422 erstmals erwähnt. Eine zweite Gründung erfolgte 1555. Zwischen 1874 und 1945 war Mertinsdorf in den Amtsbezirk Bagnowen (polnisch Bagienice) eingegliedert, der – 1938 in „Amtsbezirk Althöfen“ umbenannt – zum Kreis Sensburg im Regierungsbezirk Gumbinnen (ab 1905: Regierungsbezirk Allenstein) in der preußischen Provinz Ostpreußen gehörte.
Aufgrund der Bestimmungen des Versailler Vertrags stimmte die Bevölkerung in den Volksabstimmungen in Ost- und Westpreussen am 11. Juli 1920 über die weitere staatliche Zugehörigkeit zu Ostpreußen (und damit zu Deutschland) oder den Anschluss an Polen ab. In Mertinsdorf stimmten 560 Einwohner für den Verbleib bei Ostpreußen, auf Polen entfielen keine Stimmen.
Als 1945 in Kriegsfolge das gesamte südliche Ostpreußen an Polen überstellt wurde, war auch Mertinsdorf davon betroffen. Es erhielt die polnische Namensform „Marcinkowo“. Heute ist das Dorf Sitz eines Schulzenamtes  (polnisch Sołectwo) und als solches eine Ortschaft im Verbund der Gmina Mrągowo (Landgemeinde Sensburg) im Powiat Mrągowski (Kreis Sensburg), bis 1998 der Woiwodschaft Olsztyn (Allenstein), seither der Woiwodschaft Ermland-Masuren zugehörig.

### Entwicklung der Einwohnerzahl
| Jahr | Anzahl |
| ---- | ------ |
| 1867 | 544    |
| 1910 | 801    |
| 1933 | 921    |
| 1939 | 892    |
| 2011 | 927    |

## Kirche
Mertinsdorf war bis 1945 sowohl evangelischer- als auch katholischerseits in die Stadt Sensburg in der Kirchenprovinz Ostpreußen der Kirche der Altpreußischen Union bzw. im damaligen Bistum Ermland eingepfarrt. Auch heute besteht noch der Bezug zur Kreisstadt, die heute allerdings zur Diözese Masuren der Evangelisch-Augsburgischen Kirche in Polen bzw. zum Erzbistum Ermland der polnischen katholischen Kirche gehört.

## Verkehr

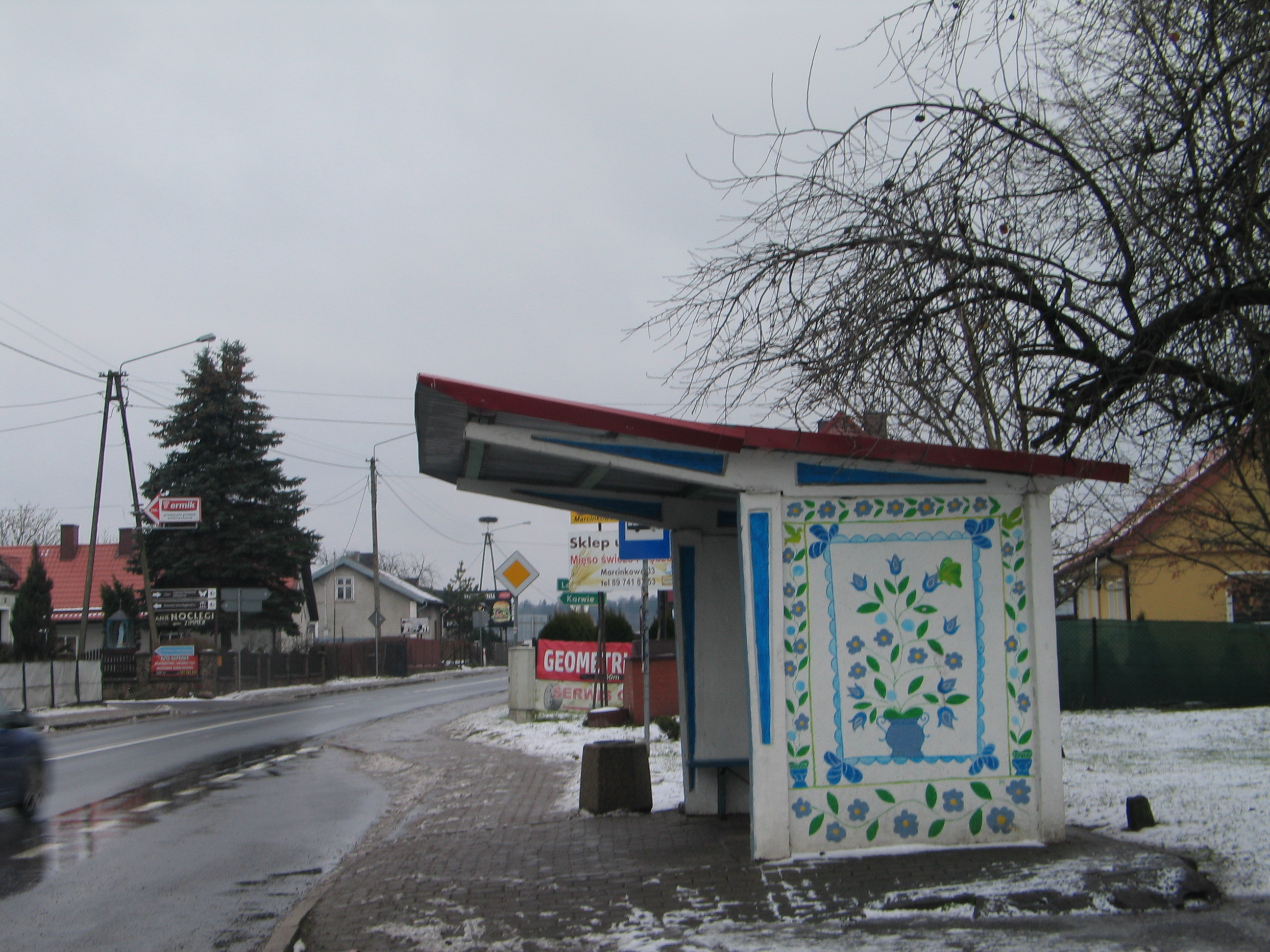
Bushaltestelle in Marcinkowo

### Straße
Marcinkowo liegt an der bedeutenden Ost-West-Achse der Landesstraße 16, die durch drei Woiwodschaften verläuft. Außerdem ist das Dorf über Nebenstraßen mit den Nachbarorten Bagienice Małe (Klein Bagnowen, 1929 bis 1945 Bruchwalde) sowie Karwie (Karwen) verbunden.

### Schienen
Durch das nordwestliche Ortsgebiet verläuft die einstige Bahnstrecke Czerwonka–Ełk (Rothfließ–Lyck), die mit ihren Bahnstationen Sensburg (Mrągowo) und Bagnowen (1938 bis 1945 Althöfen, polnisch Bagienice) für die Bahnanbindung Mertinsdorfs (Marcinkowo) sorgte. Die Bahnstrecke ist nicht mehr in Betrieb.